# Diporiphora phaeospinosa
Diporiphora phaeospinosa là một loài thằn lằn trong họ Agamidae. Loài này được Edwards & Melville mô tả khoa học đầu tiên năm 2011.